# Oscarverleihung 1943
Übersicht aller ausgezeichneten Filme

◄ | 1939 | 1940 | 1941 | 1942 | Oscarverleihung 1943 | 1944 | 1945 | 1946 | 1947 | ► | ►►

Weitere Ereignisse
Die Oscarverleihung 1943 fand am 4. März im Ambassador Hotel in Los Angeles statt. Es waren die 15th Annual Academy Awards. Im Jahr der Auszeichnung werden immer Filme des vorherigen Jahres ausgezeichnet, in diesem Fall also die Filme des Jahres 1942.
Kriegsbedingt waren die Statuen dieses Mal erstmals aus Gips gefertigt, sie wurden aber nach Kriegsende gegen normale Statuen ausgetauscht. Während der Zeremonie wurde verkündet, dass über 27.000 Mitglieder der Filmindustrie in den Krieg gezogen sind.

## Moderation
Bei dieser Verleihung führte abermals Bob Hope durch das Programm.

## Nominierungen und Gewinner

### Bester Film
Mrs. Miniver – Sidney Franklin
49th Parallel (The Invaders) – Michael Powell
Gefundene Jahre (Random Harvest) – Sidney Franklin
Der Glanz des Hauses Amberson (The Magnificent Ambersons) – Orson Welles
Der große Wurf (The Pride of the Yankees) – Samuel Goldwyn
Kings Row – Hal B. Wallis
The Pied Piper – Nunnally Johnson
Wake Island – Joseph Sistrom
Yankee Doodle Dandy – Jack L. Warner, Hal B. Wallis, William Cagney
Zeuge der Anklage (The Talk of the Town) – George Stevens

### Beste Regie
William Wyler – Mrs. Miniver
Michael Curtiz – Yankee Doodle Dandy
John Farrow – Wake Island
Mervyn LeRoy – Gefundene Jahre (Random Harvest)
Sam Wood – Kings Row

### Bester Hauptdarsteller
James Cagney – Yankee Doodle Dandy
Gary Cooper – Der große Wurf (The Pride of the Yankees)
Ronald Colman – Gefundene Jahre (Random Harvest)
Walter Pidgeon – Mrs. Miniver
Monty Woolley – The Pied Piper

### Beste Hauptdarstellerin
Greer Garson – Mrs. Miniver
Bette Davis – Reise aus der Vergangenheit (Now, Voyager)
Katharine Hepburn – Die Frau, von der man spricht (Woman of the Year)
Rosalind Russell – Meine Schwester Ellen (My Sister Eileen)
Teresa Wright – Der große Wurf (The Pride of the Yankees)

### Bester Nebendarsteller
Van Heflin – Der Tote lebt (Johnny Eager)
William Bendix – Wake Island
Walter Huston – Yankee Doodle Dandy
Frank Morgan – Tortilla Flat
Henry Travers – Mrs. Miniver

### Beste Nebendarstellerin
Teresa Wright – Mrs. Miniver
Gladys Cooper – Reise aus der Vergangenheit (Now, Voyager)
Agnes Moorehead – Der Glanz des Hauses Amberson (The Magnificent Ambersons)
Susan Peters – Gefundene Jahre (Random Harvest)
May Whitty – Mrs. Miniver

### Bestes Originaldrehbuch
Michael Kanin und Ring Lardner Jr. – Die Frau, von der man spricht (Woman of the Year)
Frank Butler, Don Hartman – Der Weg nach Marokko (Road to Morocco)
George Oppenheimer – The War Against Mrs. Hadley
Michael Powell, Emeric Pressburger – One of Our Aircraft Is Missing
William Riley Burnett, Frank Butler – Wake Island

### Bestes adaptiertes Drehbuch
George Froeschel, James Hilton, Claudine West und Arthur Wimperis – Mrs. Miniver
Rodney Ackland, Emeric Pressburger – 49th Parallel (The Invaders)
Sidney Buchman, Irwin Shaw – Zeuge der Anklage (The Talk of the Town)
George Froeschel, Claudine West, Arthur Wimperis – Gefundene Jahre (Random Harvest)
Herman J. Mankiewicz, Jo Swerling – Der große Wurf (The Pride of the Yankees)

### Beste Originalgeschichte
Emeric Pressburger – 49th Parallel (The Invaders)
Irving Berlin – Musik, Musik (Holiday Inn)
Robert Buckner – Yankee Doodle Dandy
Paul Gallico – Der große Wurf (The Pride of the Yankees)
Sidney Harmon – Zeuge der Anklage (The Talk of the Town)

### Beste Kamera (Schwarzweißfilm)
Joseph Ruttenberg – Mrs. Miniver
James Wong Howe – Kings Row
Stanley Cortez – Der Glanz des Hauses Amberson (The Magnificent Ambersons)
Charles G. Clarke – Nacht im Hafen (Moontide)
Edward Cronjager – The Pied Piper
Rudolph Maté – Der große Wurf (The Pride of the Yankees)
John J. Mescall – Liebling, zum Diktat (Take a Letter, Darling)
Ted Tetzlaff – Zeuge der Anklage (The Talk of the Town)
Leon Shamroy – 10 Leutnants von West-Point (Ten Gentlemen from West Point)
Arthur C. Miller – This Above All

### Beste Kamera (Farbfilm)
Leon Shamroy – Der Seeräuber (The Black Swan)
Milton R. Krasner, William V. Skall, W. Howard Greene – Arabische Nächte (Arabian Nights)
Sol Polito – Helden der Lüfte (Captains of the Clouds)
W. Howard Greene – Das Dschungelbuch (Jungle Book)
Victor Milner, William V. Skall – Piraten im karibischen Meer (Reap the Wild Wind)
Edward Cronjager, William V. Skall – To the Shores of Tripoli

### Bestes Szenenbild (Schwarzweißfilm)
Richard Day, Joseph C. Wright, Thomas Little – This Above All
Max Parker, Mark-Lee Kirk, Casey Roberts – Unser trautes Heim (George Washington Slept Here)
Albert S. D’Agostino, A. Roland Fields, Darrell Silvera – Der Glanz des Hauses Amberson (The Magnificent Ambersons)
Perry Ferguson, Howard Bristol – Der große Wurf (The Pride of the Yankees)
Cedric Gibbons, Randall Duell, Edwin B. Willis, Jack D. Moore – Gefundene Jahre (Random Harvest)
Boris Leven – Abrechnung in Shanghai (The Shanghai Gesture)
Ralph Berger, Emile Kuri – Silver Queen
John B. Goodman, Jack Otterson, Russell A. Gausman, Edward R. Robinson – Die Freibeuterin (The Spoilers)
Hans Dreier, Roland Anderson, Sam Comer – Liebling, zum Diktat (Take a Letter, Darling)
Lionel Banks, Rudolph Sternad, Fay Babcock – Zeuge der Anklage (The Talk of the Town)

### Bestes Szenenbild (Farbfilm)
Richard Day, Joseph C. Wright, Thomas Little – Die Königin vom Broadway (My Gal Sal)
Alexander Golitzen, Jack Otterson, Russell A. Gausman, Ira Webb – Arabische Nächte (Arabian Nights)
Ted Smith, Casey Roberts – Helden der Lüfte (Captains of the Clouds)
Vincent Korda, Julia Heron – Das Dschungelbuch (Jungle Book)
Hans Dreier, Roland Anderson, George Sawley – Piraten im karibischen Meer (Reap the Wild Wind)

### Bester Ton
Nathan Levinson – Yankee Doodle Dandy
Bernard B. Brown – Arabische Nächte (Arabian Nights)
C. O. Slyfield – Bambi
Daniel J. Bloomberg – Unternehmen Tigersprung (Flying Tigers)
Jack Whitney – Friendly Enemies
James L. Fields – Goldrausch (The Gold Rush)
Douglas Shearer – Mrs. Miniver
Stephen Dunn – Es waren einmal Flitterwochen (Once Upon a Honeymoon)
Thomas T. Moulton – Der große Wurf (The Pride of the Yankees)
Loren L. Ryder – Der Weg nach Marokko (Road to Morocco)
Edmund H. Hansen – This Above All
John P. Livadary – Du warst nie berückender (You Were Never Lovelier)

### Bester Schnitt
Daniel Mandell – Der große Wurf (The Pride of the Yankees)
Harold F. Kress – Mrs. Miniver
Otto Meyer – Zeuge der Anklage (The Talk of the Town)
Walter Thompson – This Above All
George Amy – Yankee Doodle Dandy

### Bester Song
White Christmas aus Musik, Musik (Holiday Inn) – Irving Berlin
Always in My Heart aus Im Schatten des Herzens – Ernesto Lecuona (Musik), Kim Gannon (Text)
How About You? aus Babes on Broadway – Burton Lane (Musik), Ralph Freed (Text)
Love Is a Song aus Bambi – Frank Churchill (Musik), Larry Morey (Text)
Pennies for Peppino aus Flying with Music – Edward Ward (Musik), Chet Forrest (Text), Bob Wright (Text)
Pig Foot Pete aus In der Hölle ist der Teufel los! (Hellzapoppin’) – Gene De Paul (Musik), Don Raye (Text)
When There’s a Breeze on Lake Louise aus The Mayor of 44th Street – Harry Revel (Musik), Mort Greene (Text)
(I’ve Got a Gal in) Kalamazoo aus Orchestra Wives – Harry Warren (Musik), Mack Gordon (Text)
Dearly Beloved aus Du warst nie berückender (You Were Never Lovelier) – Jerome Kern (Musik), Johnny Mercer (Text)
I’ve Heard That Song Before aus Youth on Parade – Jule Styne (Musik), Sammy Cahn (Text)

### Beste Filmmusik (Drama/Komödie)
Max Steiner – Reise aus der Vergangenheit (Now, Voyager)
Frank Skinner – Arabische Nächte (Arabian Nights)
Frank Churchill, Edward H. Plumb – Bambi
Alfred Newman – Der Seeräuber (The Black Swan)
Dimitri Tiomkin – Blutrache (The Corsican Brothers)
Victor Young – Unternehmen Tigersprung (Flying Tigers)
Max Terr – Goldrausch (The Gold Rush)
Roy Webb – Meine Frau, die Hexe (I Married a Witch)
Roy Webb – Joan of Paris
Miklós Rózsa – Das Dschungelbuch (Jungle Book)
Edward J. Kay – Klondike Fury
Leigh Harline – Der große Wurf (The Pride of the Yankees)
Herbert Stothart – Gefundene Jahre (Random Harvest)
Richard Hagemann – Abrechnung in Shanghai (The Shanghai Gesture)
Victor Young – Silver Queen
Victor Young – Liebling, zum Diktat (Take a Letter, Darling)
Friedrich Hollaender, Morris Stoloff – Zeuge der Anklage (The Talk of the Town)
Werner Richard Heymann – Sein oder nicht sein (To Be or Not to Be)

### Beste Filmmusik (Musikfilm)
Ray Heindorf, Heinz Roemheld – Yankee Doodle Dandy
Edward Ward – Flying with Music
Roger Edens, George E. Stoll – For Me and My Gal
Robert Emmett Dolan – Musik, Musik (Holiday Inn)
Charles Previn, Hans J. Salter – Die ewige Eva (It Started with Eve)
Walter Scharf – Johnny Doughboy
Alfred Newman – Die Königin vom Broadway (My Gal Sal)
Leigh Harline – Du warst nie berückender (You Were Never Lovelier)

### Beste Spezialeffekte
Farciot Edouart, Gordon Jennings, William Pereira, Louis Mesenkop – Piraten im karibischen Meer (Reap the Wild Wind)
Byron Haskin, Nathan Levinson – Sabotageauftrag Berlin (Desperate Journey)
Howard Lydecker, Daniel J. Bloomberg – Unternehmen Tigersprung (Flying Tigers)
John P. Fulton, Bernard B. Brown – Der unsichtbare Agent (Invisible Agent)
Lawrence W. Butler, William H. Wilmarth – Das Dschungelbuch (Jungle Book)
A. Arnold Gillespie, Warren Newcombe, Douglas Shearer – Mrs. Miniver
Ronald Neame, C. C. Stevens – One of Our Aircraft Is Missing
Fred Sersen, Roger Heman Sr., George Leverett – Der Seeräuber (The Black Swan)
Vernon L. Walker, James G. Stewart – Die Flotte bricht durch (The Navy Comes Through)
Jack Cosgrove, Ray Binger, Thomas T. Moulton – Der große Wurf (The Pride of the Yankees)

### Bester animierter Kurzfilm (Cartoon)
Der Fuehrer’s Face – Walt Disney
All Out for „V“ – 20th Century Fox
Blitz Wolf – MGM
Juke Box Jamboree – Walter Lantz
Schweinepolka (Pigs in a Polka) – Leon Schlesinger
Tulips Shall Grow – George Pal

### Bester Kurzfilm (2 Filmrollen)
Beyond the Line of Duty – Warner Bros.
Don’t Talk – MGM
Private Smith of the U.S.A. – RKO Radio

### Bester Kurzfilm (1 Filmrolle)
And Their Families – Paramount Pictures
Desert Wonderland – 20th Century Fox
Marines in the Making – Pete Smith
The United States Marine Band – Warner Bros.

### Bester Dokumentarfilm
Schlacht um Midway – U.S. Navy

Kokoda Front Line! – Australian News and Information Bureau

Moscow Strikes Back – Artkino Pictures

Vorspiel zum Krieg – United States Office of War Information
Africa, Prelude to Victory – The March of Time
Combat Report – U.S. Army Signal Corps
The Grain That Built a Hemisphere – Walt Disney
Henry Browne, Farmer – Landwirtschaftsministerium der Vereinigten Staaten
High Over the Borders – National Film Board of Canada
High Stakes in the East – Netherlands Information Bureau
Inside Fighting China – National Film Board of Canada
It’s Everybody’s War – United States Office of War Information
Listen to Britain – British Ministry of Information
Little Belgium – Belgian Ministry of Information
Little Isles of Freedom – Victor Stoloff, Edgar Loew
Mister Gardenia Jones – Office of War Information
Mr. Blabbermouth! – Office of War Information
The New Spirit – Walt Disney
We Refuse to Die – William C. Thomas
Paramount Victory Short No. T2-3: The Price of Victory – William H. Pine
RKO Victory Special No. 34-201: Conquer by the Clock – Frederic Ullman Jr.
A Ship Is Born – United States Merchant Marine
Twenty-One Miles – British Ministry of Information
The White Eagle – Concanen
Winning Your Wings – United States Army Air Forces

## Ehren-Oscars

### Ehrenoscar
Noël Coward – Für was wir dienen (In Which We Serve)
Charles Boyer
Metro-Goldwyn-Mayer – Andy-Hardy-Filmreihe

### Irving G. Thalberg Memorial Award
Sidney Franklin

### Scientific and Engineering Award
Carroll Clark, F. Thomas Thompson
Daniel B. Clark

### Technical Achievement Award
Daniel J. Bloomberg
Robert Henderson